# Hieracium phrixocomum
Hieracium phrixocomum là một loài thực vật có hoa trong họ Cúc. Loài này được Dahlst. mô tả khoa học đầu tiên năm 1906.